# 冀州
冀州，中国古代的州，九州之首，以北京为中心。后亦称監察區冀州刺史部。早期轄境主要包括北京及今河北省南部一帶，十六國時期轄境伸縮頻繁，北朝時轄境逐漸縮小，北朝後期以後轄境僅限於今河北省衡水市一帶。

## 沿革

### 漢朝
西漢元封五年（前106年），設立十三刺史部。其中，冀州刺史部地處今河北省南部、河南省北部和山东省北部。但此时的冀州刺史部只是監察區，非真正意義上的行政區。
東漢中平五年（188年）後，州成為正式的一級行政區域。冀州治魏郡鄴縣（今河北省臨漳縣西南），領六郡四國：魏郡、鉅鹿郡、常山國、中山郡、安平郡、博陵郡、河間國、甘陵國、趙國、勃海郡。
建安十八年（213年），併并、幽二州入冀州，割青州之平原郡屬冀州，後分平原郡置樂陵郡，分河間國置章武郡。至漢末，冀州領三十一郡二國一屬國：魏郡、鉅鹿郡、常山郡、中山郡、安平郡、博陵國、河間國、章武郡、甘陵郡、趙郡、勃海郡、平原郡、樂陵郡、太原郡、上黨郡、西河郡、定襄郡、鴈門郡、雲中郡、五原郡、朔方郡、河東郡、河內郡、涿郡、漁陽郡、廣陽郡、右北平郡、上谷郡、代郡、遼東郡、遼東屬國、遼西郡、玄菟郡、樂浪郡。

### 魏晉
曹魏黃初元年（220年），分冀州復置并、幽二州，割魏郡屬司州。至此，冀州徙治安平郡信都縣（今河北省衡水市冀州區），領十二郡：鉅鹿郡、常山郡、中山郡、安平郡、博陵郡、河間郡、章武郡、甘陵郡、趙郡、勃海郡、平原郡、樂陵郡。後改甘陵郡為清河國。
西晉泰始元年（265年），分河間郡復置高陽國。太康五年（284年），改安平國為長樂國。太康十年（289年），分長樂國置武邑國。元康中（291年－299年），分趙國置中丘國。後分勃海郡置廣川國。至永嘉中（307年－313年），冀州領七郡九國：鉅鹿國（公國）、常山郡、中山郡、長樂國、武邑郡、博陵國（公國）、河間郡、高陽國、章武國、清河國、趙郡、中丘國、勃海郡、廣川郡、平原國、樂陵國（公國）。建興二年（314年），冀州十五郡陷於石勒，唯存樂陵郡。
東晉大興四年（321年），冀州全境陷於後趙。後於徐州廣陵郡一帶僑置冀州。

### 十六國
漢嘉平二年（312年），石勒佔領西晉司州之廣平郡，置冀州。嘉平三年（313年），佔領司州之魏郡，属冀州。嘉平四年（314年），佔領冀州十五郡、司州之陽平郡、頓丘郡，属冀州。麟嘉元年（316年），佔領并州之太原郡、樂平郡、晉昌郡、雁門郡、上黨郡，改晉昌郡為定襄郡。麟嘉三年（318年），佔領前趙平陽郡、上黨郡、河內郡、汲郡。後分河內郡置野王郡，併中丘郡入趙郡。
後趙三年（321年），佔領樂陵郡，割太原、樂平、定襄、雁門、上黨、平陽六郡置并州。建平元年（330年），
割廣平、魏、陽平、頓丘、河內、野王、汲七郡置司州。建武十二年（346年），分長樂郡置建興郡。至此，冀州領十六郡：長樂郡、鉅鹿郡、常山郡、中山郡、建興郡、武邑郡、博陵郡、河間郡、高陽郡、章武郡、清河郡、趙郡、勃海郡、廣川郡、平原郡、樂陵郡。
前燕二年（350年），佔領後趙冀州之河間、高陽、章武三郡。三年（351年），佔領冉魏冀州之中山、趙、勃海三郡與後趙并州之上黨郡，屬冀州。元璽元年（352年），佔領後趙冀州之博陵、清河二郡與冉魏冀州之常山郡。元璽二年（353年），佔領後趙冀州之平原、樂陵二郡。元璽三年（354年），佔領後趙冀州之長樂、鉅鹿、武邑、廣川四郡。元璽四年（355年），上黨郡陷於馮鴦。至此，冀州領十五郡：長樂郡、鉅鹿郡、常山郡、中山郡、建興郡、武邑郡、博陵郡、河間郡、高陽郡、章武郡、清河郡、趙郡、勃海郡、廣川郡、平原郡、樂陵郡。
前秦建元六年（370年）滅前燕後，冀州分治兩地。其中，冀州刺史仍治長樂郡信都縣，仍領十五郡；冀州牧治魏郡鄴縣，除十五郡外，別領故燕司州八郡：魏郡、黎陽郡、廣平郡、陽平郡、河內郡、汲郡、頓丘郡、貴鄉郡。
後燕燕元元年（384年），佔領前秦冀州之魏（鄴縣除外）、廣平、陽平、河內、汲、頓丘、貴鄉、長樂、鉅鹿、常山、中山、武邑、河間、高陽、章武、趙、廣川、樂陵十八郡。燕元二年（385年），佔領前秦冀州之魏（鄴縣）、博陵、清河、勃海四郡。建興元年（386年），佔領前秦冀州之平原郡，割鉅鹿、常山、中山、河間、高陽、趙、博陵七郡置司州。至此，冀州仍分治兩地，冀州刺史領八郡：長樂郡、武邑郡、章武郡、清河郡、勃海郡、廣川郡、平原郡、樂陵郡；冀州牧別領七郡：魏郡、廣平郡、陽平郡、河內郡、汲郡、頓丘郡、貴鄉郡。建興二年（387年），頓丘、貴鄉二郡陷於翟魏。

### 北朝
北魏皇始元年（396年），佔領後燕冀州大部（信都、鄴二城除外）。皇始二年（397年），佔領信都，仍置冀州，治信都。皇始三年（398年），佔領鄴城，遂有冀州全境。天興二年（399年），割河內郡屬豫州。天興四年（401年），割魏、陽平、廣平、汲四郡屬相州。後併廣川郡入勃海郡，改勃海郡為滄水郡。至此，冀州領七郡：長樂郡、滄水郡、武邑郡、清河郡、樂陵郡、平原郡、章武郡。
太和十一年（487年），分滄水、章武二郡置浮陽郡，分長樂郡置廣宗郡，割章武、浮陽二郡属瀛州，割平原郡屬濟州。太和二十一年（497年），復滄水郡為勃海郡，分置安德郡，尋併入勃海郡。熙平二年（517年），割樂陵郡屬滄州。孝昌中（525年－528年），復置廣宗郡。武泰元年（528年），割清河郡屬南冀州。永安中（528年－530年），清河郡還屬冀州。中興中（531年－532年），分勃海郡復置安德郡。至此，冀州領六郡：長樂郡、勃海郡、武邑郡、清河郡、廣宗郡、安德郡。
東魏天平元年（534年），割清河、廣宗二郡屬司州。至此，冀州領四郡：長樂郡、勃海郡、武邑郡、安德郡。
北齊天保七年（556年），併武邑郡入長樂、勃海二郡。至此，冀州領三郡：長樂郡、勃海郡、安德郡。

### 隋朝
隋朝開皇三年（583年）廢郡，冀州三郡領縣直屬於州。至此，冀州領十一縣：信都、棗强、武强、下博、阜城、安德、平原、東光、南皮、條（脩）、斌强。開皇五年（585年），改條縣為蓨縣。開皇六年（586年），分信都縣置長樂縣，分東光縣置安陵縣，復置武邑縣、南宮縣、廣川縣，割南皮縣屬棣州。至此，冀州領十五縣：信都、長樂、棗强、武强、下博、阜城、安德、平原、東光、安陵、蓨、斌强、武邑、南宮、廣川。
開皇九年（589年），割安德、平原、廣川三縣置德州，東光、安陵、蓨、阜城四縣置觀州。開皇十六年（596年），分長樂縣置澤城縣、衡水縣，分武强縣置昌亭縣，復置堂陽縣。開皇十八年（598年），割定州鹿城縣屬冀州。至此，冀州領十三縣：信都、長樂、澤城、衡水、棗强、武强、昌亭、下博、斌强、武邑、南宮、堂陽、鹿城。
大業二年（606年），廢觀州，其所領蓨、觀津、阜城三縣改屬冀州；併信都、澤城二縣入長樂縣，併昌亭縣入武邑縣，併觀津縣入蓨縣。至此，冀州領十二縣：長樂、衡水、棗强、武强、下博、斌强、武邑、南宮、堂陽、鹿城、蓨、阜城。大業三年（607年），改冀州為信都郡。大業十二年（616年），改長樂縣為信都縣。
| 隋代行政区划变遷 | 隋代行政区划变遷                   | 隋代行政区划变遷 | 隋代行政区划变遷 | 隋代行政区划变遷 | 隋代行政区划变遷 | 隋代行政区划变遷                                                                  |
| 区划             | 開皇元年                           | 開皇元年         | 開皇元年         | 開皇元年         | 区划             | 大業3年                                                                           |
| ---------------- | ---------------------------------- | ---------------- | ---------------- | ---------------- | ---------------- | --------------------------------------------------------------------------------- |
| 州               | 冀州                               | 冀州             | 貝州             | 定州             | 郡               | 信都郡                                                                            |
| 郡               | 長乐郡                             | 渤海郡           | 广宗郡           | 巨鹿郡           | 县               | 長乐县 棗强县 下博县 阜城县 武强县 蓨县 斌强县 鹿城县 武邑县 南宮县 堂陽县 衡水县 |
| 县               | 信都县 棗强县 下博县 阜城县 武强县 | 蓨县             | 斌强县           | 安国县           | 县               | 長乐县 棗强县 下博县 阜城县 武强县 蓨县 斌强县 鹿城县 武邑县 南宮县 堂陽县 衡水县 |

### 唐朝
唐朝武德元年（618年），改信都郡為冀州，不久即陷於竇夏。武德四年（621年），佔領冀州，置總管府，分武邑縣置昌亭縣、觀津縣，割斌强、南宮二縣屬宗州，割鹿城縣屬廉州，割蓨、觀津、阜城三縣屬觀州。武德六年（623年），冀州徙治下博。武德七年（624年），改總管府為都督府。武德九年（626年），廢宗州，南宮縣還屬冀州。至此，冀州領九縣：信都、衡水、棗强、武强、下博、武邑、昌亭、南宮、堂陽。
貞觀元年（627年），罷冀州都督府，冀州直隸於河北道，還治信都，併昌亭縣入武邑縣，割武强、下博二縣屬深州。貞觀十七年（643年），廢觀州，阜城縣還屬冀州；廢深州，武强、下博、鹿城三縣還屬冀州。龍朔二年（662年），冀州與魏州名稱互換。咸亨三年（672年），恢復原名。先天二年（712年），割鹿城、武强、下博三縣屬深州。開元二年（714年），武强、下博二縣還屬冀州。至此，冀州領九縣：信都、衡水、棗强、武强、下博、武邑、南宮、堂陽、阜城。天寶元年（742年），改冀州為信都郡。
燕聖武元年（756年），改信都郡為冀州。唐朝至德二載（757年），復為信都郡，隸范陽節度使。唐朝乾元元年（758年），復為冀州。燕顺天元年（759年），復為信都郡。
唐朝寶應二年（763年），平定安史之亂，改信都郡為冀州，隸成德軍節度使。永泰元年（765年），割武强、下博二縣屬深州，割德州蓨縣屬冀州。天祐二年（905年），改成德軍節度使為武順軍節度使，冀州仍隸之；改信都縣為堯都縣，阜城縣為漢阜縣。約此前後，武强縣還屬冀州。至此，冀州領九縣：堯都、衡水、棗强、武强、武邑、南宮、堂陽、漢阜、蓨。
| 唐朝冀州辖县 | 唐朝冀州辖县 |
| ------------ | --- |
| 618年        | 信都县、枣强县、斌强县、南宫县、堂阳县、衡水县、鹿城县、下博县、武强县、阜城县、蓨县、武邑县                                       |
| 621年        | 信都县、枣强县、堂阳县、衡水县、下博县、武强县、武邑县（新设昌亭县，斌强县、南宫县改属宗州，鹿城县改属廉州，阜城县、蓨县改属观州） |
| 623年        | 下博县（改治）、信都县、枣强县、堂阳县、衡水县、武强县、武邑县、昌亭县                                                             |
| 626年        | 下博县、信都县、枣强县、堂阳县、衡水县、武强县、武邑县、昌亭县（南宫县来属）                                                       |
| 627年        | 信都县（改治）、枣强县、堂阳县、衡水县、武邑县、南宫县（下博县、武强县改属深州，废除昌亭县）                                       |
| 643年        | 信都县、枣强县、堂阳县、衡水县、武邑县、南宫县（下博县、武强县、鹿城县、阜城县来属）                                               |
| 713年        | 信都县、枣强县、堂阳县、衡水县、武邑县、南宫县、阜城县（下博县、武强县、鹿城县改属深州）                                           |
| 714年        | 信都县、枣强县、堂阳县、衡水县、武邑县、南宫县、阜城县（下博县、武强县来属）                                                       |
| 765年        | 信都县、枣强县、堂阳县、衡水县、武邑县、南宫县、阜城县（下博县、武强县改属深州，蓨县来属）                                         |
| 905年        | 信都县（改为尧都县）、枣强县、堂阳县、衡水县、武邑县、南宫县、阜城县（改为汉阜县）、蓨县                                           |
| 907年        | 尧都县、枣强县、堂阳县、衡水县、武邑县、南宫县、汉阜县、蓨县（武强县来属）                                                         |

### 五代
五代時期，冀州先後為後梁（907年－910年）、王鎔（910年－914年）、李存勗（914年－923年）、後唐（923年－936年）、後晉（936年－946年）、契丹（946年－947年）、後漢（947年－951年）、後周（951年－960年）所有，先後隸於武順軍節度使（907年－910年）、成德軍節度使（910年－923年）、北都留守（923年）、成德軍節度使（923年－942年）、順國軍節度使（942年－947年）、成德軍節度使（947年－960年）。
後唐同光元年（923年），恢復信都、阜城二縣之名。後晉天福元年（936年）前後，割堂陽縣屬鎮州。開運元年（945年），升冀州為防禦州。後周廣順元年（951年）前後，割武强縣屬深州，堂陽縣還屬冀州。至此，冀州領八縣：信都、衡水、棗强、武邑、南宮、堂陽、阜城、蓨。

### 宋金
北宋太平興國二年（977年），罷節度使所領支郡，冀州隸河北路。淳化元年（990年），割阜城縣屬定遠軍。慶曆八年（1048年），升冀州為節度州，軍額為安武軍。皇祐四年（1052年），併堂陽縣入南宮縣，分南宮縣置新河縣。嘉祐八年（1063年），併武邑縣入蓨縣。熙寧元年（1068年），併棗强縣入信都縣。熙寧六年（1073年），分河北路為兩路，冀州隸河北東路，併新河縣入南宮縣。熙寧十年（1077年），復置武邑、棗强二縣。至此，冀州領六縣：信都、衡水、棗强、武邑、南宮、蓨。
金朝天會六年（1128年），佔領冀州。天會七年（1129年），以深州為安武軍節度使支郡。天會八年（1130年），割蓨縣屬永靜軍。至此，冀州領五縣：信都、衡水、棗强、武邑、南宮。

### 元明清
大蒙古國成吉思汗十五年（1220年），佔領冀州。窩闊臺汗四年（1232年），分南宮縣復置新河縣。後割衡水縣屬深州。至元元年（1264年），省信都縣入州。不久又復置信都縣。至此，冀州隸真定路，領五縣：信都、棗强、武邑、新河、南宮。
明朝洪武元年（1368年），佔領真定路，改為真定府，冀州仍隸之。洪武二年（1369年），省附郭信都縣入州。至此，冀州領四縣：棗强、武邑、新河、南宮。
清朝順治元年（1644年），佔領冀州。雍正二年（1724年），升冀州為冀州直隸州。

## 長官
東漢冀州牧（189年－220年）
- 韓馥（189年－191年）[18]
- 袁紹（191年－202年）
- 袁尚（202年－204年）
- 董昭（198年－199年）[19]
- 賈詡（199年－204年）[20]
- 曹操（204年－220年）[21]
- 曹丕（220年）[22]

曹魏冀州牧（220年－）
- 呂昭（明帝時）[23]
- 孫禮（正始中）[24]
- 裴徽[25]

曹魏冀州刺史（－265年）
- 李憙[26]

附：曹魏都督冀州诸军事
- 吳質（220年－230年）
- 程喜（242年在任）
- 陳本（251年）
- 劉靖（252年－254年）
- 許允（254年）
- 何曾（254年－264年）
- 王乂（264年－265年）

晉朝冀州刺史（265年－321年）
- 山濤（泰始中）[27]
- 魏舒（在州三年）[26]
- 杜友（277年見任）[28]
- 王深（279年至280年見任）
- 棗據（太康中）[29]
- 傅咸（284年見任）[30]
- 司馬肇（太康中）[31]
- 爰倩（288年至291年見任）[32]
- 满奋（293年－295年）
- 楊準（惠帝末）[33]
- 李毅（301年見任）[34]
- 溫羨（304年－305年）[35]
- 劉喬（305年）[36]
- 李義（305年）[37]
- 司馬虓（305年－306年）[28]
- 丁紹（307年－309年）[38]
- 王斌（309年）
- 王浚（310年－311年）
- 王象（？－312年）
- 邵舉（行，312年－？）[39]
- 邵續（316年－321年）[40]

附：西晋都督冀州诸军事
- 司马遂（265年－266年）
- 司马肜（266年－267年）
- 司马珪（267年－270年）
- 司马权（270年－276年）
- 司马泰（276年－278年）
- 司马伦（278年－291年）
- 司马颙（291年－299年）
- 司马颖（299年－304年）
- 司马炽（304年）
- 司马模（305年－306年）
- 司马虓（306年）
- 司马腾（307年）
- 和郁（307年－308年）
- 王堪（309年）
- 王浚（310年－312年）
- 枣嵩（311年－314年）
- 刘琨（315年－316年）

漢冀州牧（312年－319年）
- 石勒（312年－319年）[39]

後趙冀州刺史（330年－354年）
- 石邃（330年－333年）[41]
- 石宣（333年－337年）[42]

冉魏冀州刺史（351年）
- 劉顯（351年）[43]

前燕冀州刺史（354年－370年）
- 慕容霸（354年－？）[43]
- 慕容交（？－362年）[44]

前秦冀州牧（370年－386年）
- 王猛（370年－372年）[45]
- 苻融（372年－380年）[46]
- 苻丕（380年－385年）[47]
- 苻定（385年－386年）[48]

後燕冀州刺史（384年－397年）
- 慕容紹（行，384年－385年）
- 慕容精（385年－？）[48]
- 慕容溫（？－389年）[49]
- 慕容楷（392年－？）
- 平喜（？－396年）
- 慕容鳳（396年－397年）[50]

後燕冀州牧（384年－398年）
- 慕容垂（384年－385年）[51]
- 慕容德（396年－398年）[52]

北魏冀州刺史（397年－534年）
- 長孫嵩[53]
- 王輔（？－398年）[50]
- 王建（道武帝時）[54]
- 拓跋遵（天赐年间）
- 長孫道生（明元帝時）[53]
- 叔孫建（416年見任）[55]
- 奚和觀[56]
- 崔賾（太武帝時）[57]
- 安同（太武帝時）[54]
- 閭大肥（太武帝時）[54]
- 陸俟（太武帝時）[58]
- 邸蒙（太武帝時）
- 薛提（太武帝時）[59]
- 仇洛齊（太武帝時）[60]
- 孫小[60]
- 沮渠萬年（？－452年）[61]
- 竇瑾（文成帝時）[62]
- 源賀（文成帝時）[63]
- 閭染[64]
- 韓均[65]
- 拓跋雲（孝文帝初）[66]
- 穆泥[67]
- 王琚（太和中）
- 趙黑（？－482年）[60]
- 孙茂翘（太和中）
- 張宗之（太和中）[60]
- 元禧（太和中）
- 元幹（495年－？）[68]
- 穆亮（太和中）[67]
- 元暉（太和末）[69]
- 元雍（景明中）[68]
- 于劲（景明中）
- 元遙（景明中）[70]
- 元愉（？－508年）[71]
- 元麗（宣武帝時）[72]
- 元暉（延昌中）
- 元遥（延昌中）
- 蕭寶夤（515年）[73]
- 穆紹[67]
- 于忠（熙平中）
- 李韶（孝明帝時）[74]
- 封回（孝明帝時）[57]
- 侯剛（525年）[75]
- 元孚（？－527年）[76]
- 源子雍（527年）[63]
- 元孚（528年－529年）[77]
- 楊順（529年－？）[78]
- 元嶷（？－531年）[79]
- 刁整（531年）[80]
- 高歡（531年）[79]
- 高昂（531年－533年）[81]
- 尉景（533年－534年）[82]

東魏冀州刺史（534年－550年）
- 尉景（534年－？）[82]
- 万俟洛（天平中）[81]
- 元湛（天平中）[77]
- 封隆之（538年－539年）[81]
- 高岳（539年－541年）[83]
- 元坦[84]
- 斛律金（545年－546年）[85]
- 高渙（？－550年）[86]

北齊冀州刺史（550年－577年）
- 高渙（550年－？）[86]
- 段韶（552年－558年後）[87][86]
- 高濟（561年見任）[88]
- 高歸彥（562年）[88]
- 高湝（570年見任）[89]
- 高綽[90]
- 高仁英（576年－577年）[90]

隋朝冀州刺史（581年－607年）
- 和洪（開皇初）
- 紀士騰
- 趙煚（開皇中）
- 柳機（開皇中）
- 馮臘（590年見任）
- 封君明
- 姚寬
- 杜婼
- 竇抗（開皇中）
- 張煚（開皇中）
- 楊文思（603年－606年）
- 崔弘昇（606年－607年）[91]

唐朝冀州刺史（618年－742年）
- 麴稜（618年－621年）
- 裴龙虔（621年-623年之间）
- 齊善行（冀州總管兼任，約623年－624年）
- 丘師利（武德末年）
- 鄧暠（贞观初年）
- 许某（633年）
- 李興公（637年）
- 李孝義（贞观年间）
- 裴萬頃（贞观年间）
- 李君平（贞观年间）
- 鄭德本（649年－650年）
- 王湛（永徽、显庆年间）
- 丘行恭（显庆年间）
- 李旦（魏州改冀州，662年—672年，遥领）
- 刘伯英（魏州改冀州，663年—666年）
- 楊越（龍朔中）
- 蘇良嗣（唐高宗时）
- 孟孝德（唐高宗时）
- 李思文（688年見任）
- 陳璲（武周时）
- 李崇嗣（武周时）
- 李懷遠（武周时）
- 蘇瓌（武周时）
- 陸寶積（？－696年）
- 馬行慰（696年－？）
- 房先質（武周、唐中宗时）
- 王瑱（唐中宗时）
- 李晄（唐中宗、唐睿宗时）
- 宋璟（約712年）
- 张昭命（开元初年）
- 平嗣先（一作“平嗣光”，？－714年）
- 韋玢（715年－？）
- 趙通（717年見任）
- 田宏（开元前期）
- 李澄（开元前期）
- 裴子餘（722年見任）
- 柳儒（723年—724年）
- 張九齡（726年）
- 裴耀卿（728年－729年）
- 李道堅（开元年间）
- 王无择（开元年间）
- 張據（开元年间）
- 崔庭玉（开元年间）
- 王上客（开元年间）
- 王英（开元年间）
- 王顼（开元年间）
- 沈从道（开元年间）
- 源復（739年見任）

唐朝冀州刺史（763年－907年）
- 史朝义（757年—758年）
- 柳良器（唐肃宗时）
- 源恆（永泰年间—建中初年）
- 鄭詵（781年見任）
- 王士清（806年）
- 王怡（元和中）
- 楊孝直（819年）
- 王進岌（820年－821年）
- 吳暐潛（821年）
- 王景儒（乾符年间）
- 梁公儒（唐末）
- 李元恪
- 窦灵奖
- 柳赞

後梁冀州刺史（907年－910年）
唐冀州刺史（910年－936年）
- 梁公儒（910年後－914年前）[92]
- 李再豐（922年－？）[93]
- 婁繼英（926年－？）[94]
- 烏震（？－927年）[95]
- 李金全（？－929年）[96]
- 楊光遠[97]
- 楊檀（？－932年）[98]

後晉冀州刺史（936年－946年）
- 張建武（天福中）
- 李沖[99]
- 白從暉（944年見任）[100]

契丹冀州刺史（946年－947年）
- 何行通（946年－947年）

後漢冀州刺史（947年－951年）
- 張廷翰（947年－951年）

後周冀州刺史（951年－960年）
- 張廷翰（951年－954年）[99]
- 張暉（954年－955年）[101]

宋朝冀州刺史（960年－）
- 張廷翰（建隆中）
- 蔡審廷（963年）[99]
- 牛思進（979年見任）[102]

宋朝知冀州軍州事（－1128年）
- 趙延溥（判冀州軍州事，985年－986年）[103]
- 劉蒙正（咸平中）[104]
- 李延渥（？－1003年）[105]
- 李重貴（1003年－1004年）[106]
- 李延渥（大中祥符中）[105]
- 高繼勳（約天禧中）[107]
- 馮行己（天聖中）[108]
- 李惟賢（仁宗時）[109]
- 張希一（仁宗時）
- 張利一（仁宗時）[110]
- 安俊（仁宗時）[111]
- 劉兼濟（仁宗時）[112]
- 李端懿（仁宗時）[109]
- 李端愨（仁宗時）[109]
- 王德用（約慶曆中）[113]
- 蔣偕（慶曆中）[114]
- 郭諮（1048年）[114]
- 康德輿（嘉祐初）[114]
- 劉渙[115]
- 王慶民（1074年見任）[116]
- 宋昌言（神宗時）[117]
- 魯有開（神宗、哲宗時）[118]
- 李彌遜（1125年－1126年）[119]
- 權邦彥（1126年－1127年）[120]

金朝安武軍節度使兼冀州管內觀察使（1128年－1220年）
- 李成（1137年－1140年）[121]
- 完顏查剌（？－1149年）[122]
- 完顏昂（天德中）[123]
- 完顏宗憲（天德中）[124]
- 完顏爽（1157年－1161年）
- 徒單貞（1161年）[125]
- 完顏爽（1161年）[126]
- 完顏齊（不之鎮，1161年－1163年）[127]
- 完顏撒改（1164年－1165年）[128]
- 大懷貞（大定中）[129]
- 王克溫（？－1188年）[130]
- 完顏永濟（1189年－1193年）[131]
- 路伯達[132]
- 馬琪（1197年）[133]
- 張暐[134]
- 楊伯元（？－1203年）[135]
- 裴滿亨（1205年－？）[135]
- 賈鉉[131]
- 烏古論榮祖（1214年追贈）[136]
- 張行信（1215年）[137]
- 必蘭阿魯帶（不之鎮，1215年）[138]
- 靖安民（不之鎮，1217年－1218年）[139]
- 柴茂（？－1220年）[140]

明朝冀州知州（1368年－1644年）
- 王子章（1368年出任）
- 王鑑
- 楊熙（1377年出任）
- 戴復（1404年出任）
- 柳義（1415年出任）
- 吳廉（1421年出任）
- 陳修（1426年出任）
- 陳形（1431年出任）
- 李顯（1437年出任）
- 林思永（1450年出任）
- 胡瑛（1459年出任）
- 李儒（1475年出任）
- 李德美（1479年出任）
- 徐昇（1487年出任）
- 羅純正（1488年署州事）
- 黃釗（1489年出任）
- 錢承德（1493年出任）
- 趙容（1495年出任）
- 周旻（1501年出任）
- 喻嶽（1504年出任）
- 陳理（1508年出任）
- 劉追（1509年出任）
- 鄒瑾（1512年出任）
- 奚淑（1513年出任）
- 郭鏡（1514年出任）
- 李朴（1518年出任）
- 高自脩（1520年出任）
- 杜潤（1525年出任）
- 閻綱（1528年出任）
- 楊應獬（1532年出任）
- 繆宗周（1533年出任）
- 樊臣（1536年出任）
- 梁濟（1538年出任）
- 趙迎（1542年出任）
- 張敬達（1543年出任）
- 閻在邦（1545年出任）
- 王元亨（1547年出任）
- 劉士紳（1549年出任）
- 丁時（1554年出任）
- 王文翰（1555年出任）
- 楊綵（1558年出任）
- 洪範（1560年出任）
- 顏芳（1562年出任）
- 何汝健（1564年出任）
- 寧策（1566年出任）
- 于時保（1568年出任）
- 姚純臣（1571年出任）
- 趙宋（1576年出任）
- 王明時（1577年出任）
- 蔣垠（1579年出任）
- 張存鉅（1580年出任）
- 方應選（1584年出任）
- 夏勳（1587年出任）
- 秦懋約（1592年出任）
- 楊鳳鳴（1593年出任）
- 王宏（1595年出任）
- 楊嘉猷（1598年出任）
- 梅守極（1602年出任）
- 王宣（1606年出任）
- 張希仲（1608年出任）
- 鄭朝棟（1609年出任）
- 歐廷試（1614年出任）
- 汪文偉（1616年出任）
- 喬可大（1620年出任）
- 董天胤（1624年出任）
- 周鼎新（1628年出任）
- 陳喦如（1630年出任）
- 程雲翼（1633年出任）
- 李弘禎（1637年出任）
- 朱慈爛（1640年出任）
- 陳素（1643年出任）

清朝冀州知州（1644年－1724年）
- 曹泰然（1644年出任）
- 崔煒（1645年出任）
- 張恆（1645年出任）
- 楊志德（1646年出任）
- 張邦寄（1646年出任）
- 王來泰（1648年出任）
- 金成良（1649年出任）
- 王儒（1652年出任）
- 魏邦哲（1653年出任）
- 陳嘉會（1655年出任）
- 許重華（1661年出任）
- 楊遇春（1663年出任）
- 李顯忠（1665年出任）
- 石顯榮（1681年出任）
- 宗之璠（1683年出任）
- 王治國（1690年出任）
- 崔懋（1693年出任）
- 李廷臣（1700年出任）
- 毛士儲（1707年出任）
- 許國棠（1710年出任）
- 楊容盛（1715年出任）
- 齊宗德（1718年出任）
- 魏定國（1719年出任）[141]